# Fritz Wucherer

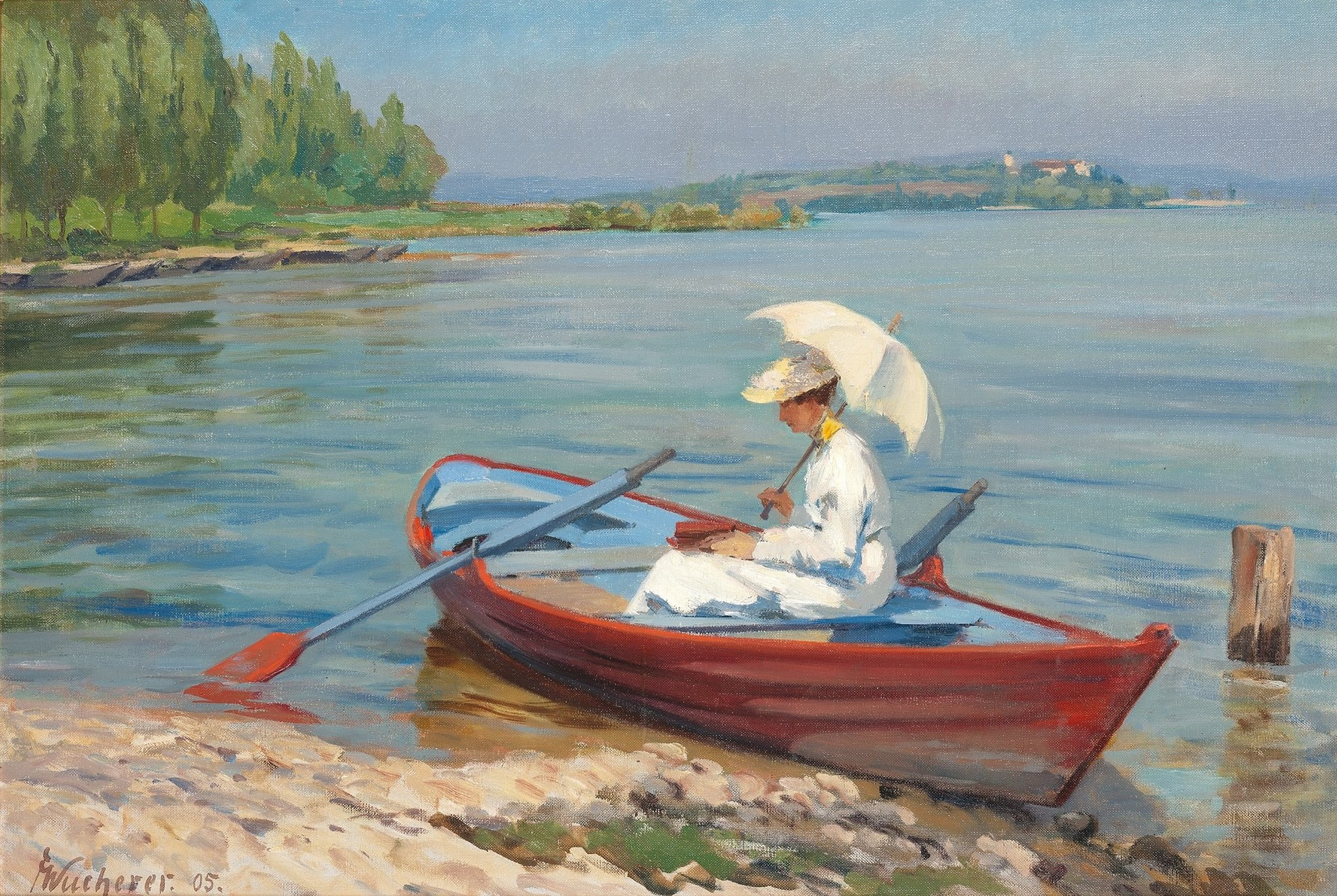
Am Bodensee (1905)

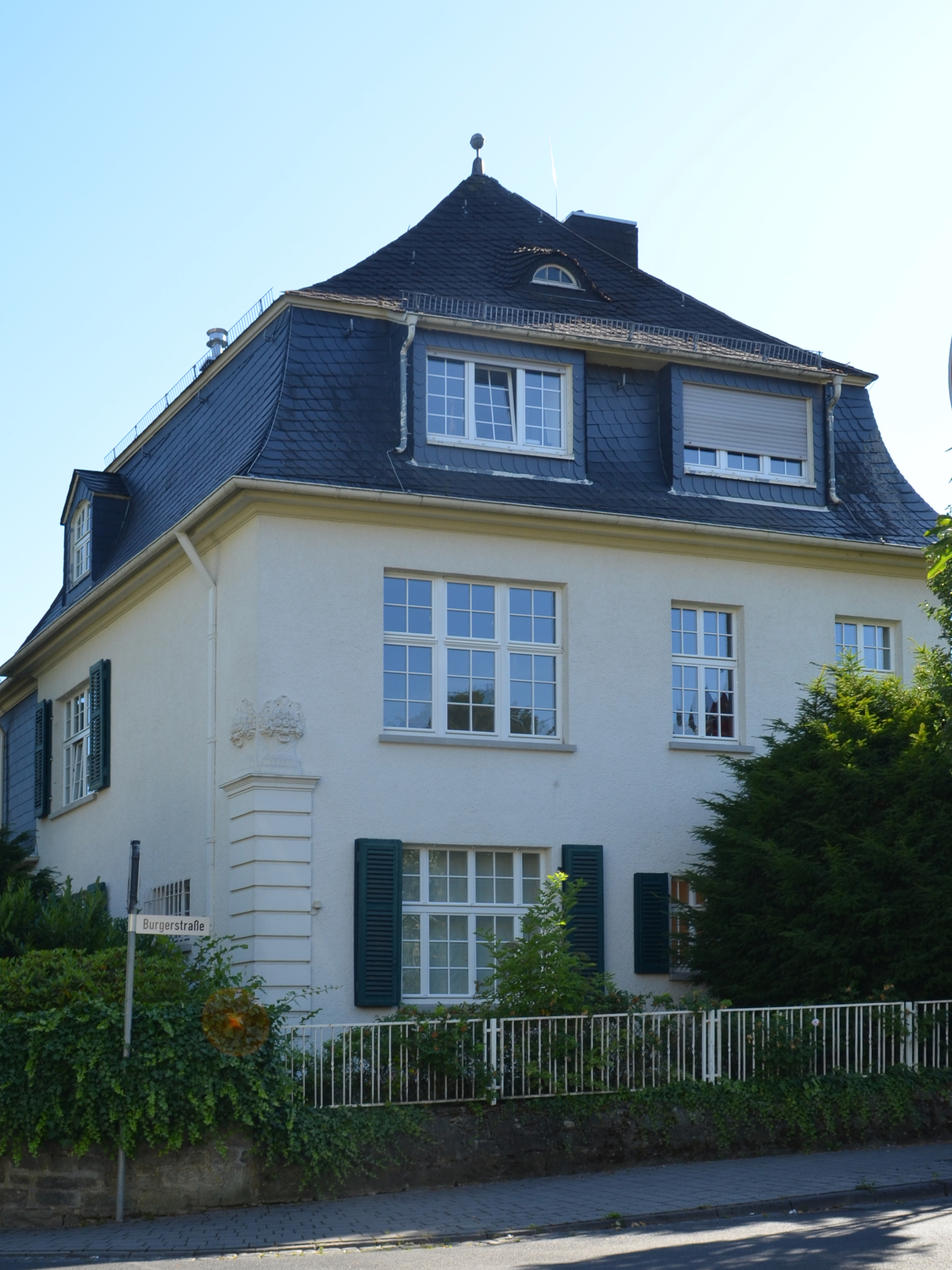
Denkmalgeschützte Villa Wucherer in Kronberg; Wohn- und Atelierhaus von Fritz Wucherer

Fritz Wucherer (* 8. März 1873 in Basel; † 22. März 1948 in Kronberg im Taunus) war ein deutscher Landschaftsmaler schweizerischer Herkunft.

## Leben
Fritz Wucherer studierte in den Jahren 1892 bis 1894 bei Anton Burger. Anschließend ging er nach Paris. 1897 kehrte Wucherer nach Deutschland zurück und ließ sich bis 1901 in Frankfurt am Main nieder. Noch im selben Jahr ging er auf Anregung seines Lehrers Burger nach Kronberg im Taunus. Dort befreundete er sich unter anderem mit Josefine Schalk, die ab 1912 bei ihm und seiner Familie lebte. Gleich ihr schloss sich Wucherer bald auch der Kronberger Malerkolonie an. 1948 starb Fritz Wucherer im Alter von 75 Jahren.